# 布萊恩·富勒
布萊恩·富勒（英語：Bryan Fuller，1969年7月27日—）是一位美國男編劇和製片人。參與過的知名作品如電視劇《死神有約》（2003年至2004年）、《奇蹟》（2004年）、《點到即止》（2007年至2009年）和《雙面人魔》（2013年至2015年）。曾提名過兩次黃金時段艾美獎。

## 個人生活
富勒是已出櫃的同性戀者。他與佈景人員Scott Roberts有著長期合作關係。

## 作品列表
- 1997：《銀河前哨》-編劇（2集）
- 1997-2001：-聯合創始人，編審，執行製片人（81集）
- 2002：《魔女嘉莉（英语：Carrie (2002 film)）》-編劇（電視電影）
- 2003-2004：《死神有約（英语：Dead Like Me）》-聯合創始人，編劇，執行製片人，製片顧問（29集）
- 2004：《奇蹟（英语：Wonderfalls）》-聯合創始人，編劇，執行製片人（13集）
- 2006：《奇俠螺絲頭（英语：The Amazing Screw-On Head#TV pilot）》-聯合創始人，編劇，執行製片人（試播集）
- 2006-2009：《超異能英雄》-編劇，製片顧問，執行製片人（33集）
- 2007-2009：《點到即止》-聯合創始人，編劇，執行製片人（22集）
- 2012：《怪怪家庭》-聯合創始人，編劇，執行製片人（試播集）
- 2013-2015：《雙面人魔》-聯合創始人，編劇，執行製片人（39集）
- 2014：《High Moon》-聯合創始人，編劇，執行製片人（試播集）
- 2017-：《美國眾神》-聯合創始人，編劇，執行製片人
- 2017-：《星際爭霸戰：發現號》-聯合創始人，編劇，執行製片人

## 外部連結
- Bryan Fuller在互联网电影资料库（IMDb）上的資料（英文）
- 布萊恩·富勒的X（前Twitter）
- 布萊恩·富勒的Instagram帳戶